# Venejärvi (sjö i Finland, Enontekis)
Venejärvi är en sjö i Finland. Den ligger i kommunen Enontekis i landskapet Lappland, i den norra delen av landet, 900 km norr om huvudstaden Helsingfors. Venejärvi ligger 308,9 meter över havet. Arean är 86,1 hektar och strandlinjen är 6,44 kilometer lång. Sjön  ingår i Kemi älvs huvudavrinningsområde.   Omgivningarna runt Venejärvi är i huvudsak ett öppet busklandskap.
I övrigt finns följande vid Venejärvi:
- Turmajärvi (en sjö)